# Gestreifter Blattsteiger
Der Gestreifte Blattsteiger (Phyllobates vittatus), auch Gestreifter Pfeilgiftfrosch genannt, ist eine der fünf Arten aus der Gattung Blattsteiger (Phyllobates) in der Familie der Baumsteigerfrösche (Dendrobatidae).

## Beschreibung
Der Gestreifte Blattsteiger erreicht eine maximale Länge von rund drei Zentimetern, Männchen bleiben etwas kleiner. Die Grundfarbe am Rumpf ist oberseits schwarz und über den gesamten Rücken ziehen sich seitlich zwei rötliche Längsstreifen. Die männlichen Tiere haben eine Schallblase, mit deren Hilfe sie trillernde Rufe zur Anlockung der Weibchen erzeugen können. Das Gift der Phyllobates-Arten ist sehr wirksam. Gewonnen wird es über die Aufnahme von bestimmten Wirbellosen, welche relativ harmlose Alkaloide in sich tragen, aus denen der Frosch das hochgiftige Batrachotoxin gewinnen kann. In Gefangenschaft geht die Giftwirkung jedoch nach einigen Monaten mangels Verfügbarkeit der giftliefernden Beutetiere zurück. Spätestens die erste in Gefangenschaft geschlüpfte Generation soll ungiftig sein.

## Vorkommen, Lebensweise
Der Gestreifte Blattsteiger kommt an der südwestlichen Pazifikseite von Costa Rica (Golfo-Dulce-Region) vor. Die Tiere sind meistens Bodenbewohner; zur Jagd nach Ameisen, Käfern und anderen Klein-Wirbellosen besteigen sie auch kleinere Büsche. Die Laichabgabe findet an Bromelienblättern auf Bäumen statt. Erst dort werden die Eier von den Männchen besamt. Diese betreiben mit den Eiern und den geschlüpften Larven Brutpflege, indem sie die Eier befeuchten und die Kaulquappen anschließend auf ihrem Rücken herumtragen, bevor sie sie zur weiteren Entwicklung ins Wasser entlassen.

## Schutzstatus, Gefährdung
Phyllobates vittatus ist in der europäischen Artenschutzverordnung VO (EG) Nr. 1332/2005 unter Anhang B gelistet, sowie im Washingtoner Artenschutz-Übereinkommen im Anhang 2. Dementsprechend sind die Tiere bei Terrarienhaltung in der EU meldepflichtig.
Die IUCN stuft die Art als „endangered“, also „stark gefährdet“, ein. Neben direkter Lebensraumzerstörung und Habitatfragmentierung haben auch Wildfänge zum Zweck der Tierhaltung zur aktuellen Bestandsbedrohung beigetragen.